# إرنست بينبريدج
إرنست بينبريدج (بالإنجليزية: Ernest Bainbridge)‏ هو دراج أسترالي.

## وصلات خارجية
- الموقع الرسمي

## روابط خارجية
- إرنست بينبريدج على موقع أرشيف الدراجات (الإنجليزية)
- إرنست بينبريدج على موقع إحصائيات الدراجات الإحترافية (الإنجليزية)